# Oleksandr Karavàiev
Oleksandr Karavàiev (ucraïnès: Олександр Олександрович Караваєв, Kherson, Ucraïna, 2 de juny de 1992) és un futbolista professional ucraïnès que juga com a migcampista pel Dinamo de Kíiv de la lliga ucraïnesa de futbol.

## Carrera
Karavayev va ser membre de diferents equips de futbol nacionals d'Ucraïna. També fou membre de la selecció de futbol d'Ucraïna sub-21, citat per Pavlo Yakovenko per al partit amistós contra la selecció de futbol de la República Txeca sub-21 el 17 de novembre de 2010.